# Verrone
Verrone – miejscowość i gmina we Włoszech, w regionie Piemont, w prowincji Biella.
Według danych na styczeń 2009 gminę zamieszkiwało 1213 osób przy gęstości zaludnienia 142,7 os./km².